# Prase celebeské
Prase celebeské (Sus celebensis), také vepř celebeský je druh prasete obývající ostrov Sulawesi. Mezinárodní svaz ochrany přírody jej hodnotí jako téměř ohrožený druh.

## Taxonomie
Prase celebeské (Sus celebensis) popsali Salomon Müller a Hermann Schlegel roku 1843 a jeho druhové jméno poukazuje na oblast výskytu. Patří do čeledi prasatovití (Suidae) a rod prase (Sus). Lze se setkat s taxonomickým dělením na tři poddruhy, rovněž nesoucí své jméno podle ostrovů: Sus celebensis celebensis, Sus celebensis floresianus (prase celebeské floreské) a Sus celebensis timoriensis (prase timorské). Genetické studie naznačují, že druh Sus celebensis vytváří dva samostatné klady, jeden pro severní Sulawesi, druhý pro zbytek areálu výskytu. Toto rozrůznění je vysvětlováno buďto dvěma kolonizacemi Sulawesi populacemi prasat, anebo historickou fragmentací ostrova na alespoň dvě části.

## Výskyt
Prase celebeské je druhem orientální a australské oblasti, obývá Indonésii, hlavní oblast výskytu je soustředěna na ostrov Sulawesi (Celebes). Prase celebeské je nejhojnější v jihovýchodních oblastech ostrova, na jihu a severovýchodu Sulawesi je vzácné. Vyskytuje se také na blízkých ostrovech Buton, Muna, Kabeana, Peleng, Lembeh a některých Togianských ostrovech. Prase celebeské je vyjma prasete divokého jediný druh prasete, které bylo úspěšně domestikováno, a v průběhu historie bylo dovlečeno na široké množství jiných ostrovů v jihovýchodní Asii (Flores, Timor, Halmahera a jiné). Na některých z těchto ostrovů dochází ke křížení s jinými prasaty.
Prase celebeské lze najít v mnoha přirozených prostředích, od tropických lesů až po oblasti obdělávané zemědělstvím. Přestože dávají přednost nížinám a nad 1 500 m n. m. se nevyskytují hojně, mohou žít až do nadmořské výšky 2 300 m. Druh je méně hojný než babirusa (Babyrousa).

## Popis

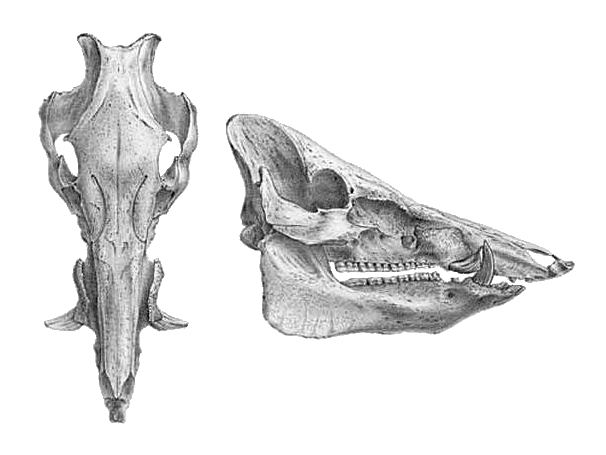
Lebka

Prase celebeské je středně velký druh prasete, přičemž recentní forma vykazuje větší velikost těla než jakou měly prehistorické formy nalezené na ostrově. Prase měří 80 až 130 cm na délku, 60 až 70 cm na výšku (u samců) a hmotnost se pohybuje mezi 40 až 70 kg, přičemž samci jsou větší než samice. Druh má krátké končetiny a kulatá záda. Rypák je krátký, oběma pohlavím rostou na obličeji tři páry bradavic, mnohem výraznější jsou ale u samců. Největší bradavice rostou v preorbitální oblasti, jejich plný vývin však trvá až osm let. Uši jsou malé. Zbarvení hřbetu je často černé se světle zbarveným břichem, ale mohou se vyskytovat rovněž jedinci červenohnědí. Na hlavě vyrůstá černý chomáč srsti tvořený tlustými štětinami, který nadále pokračuje podélně přes hřbet. Mláďata rozvíjejí krycí proužkování, jenž zmizí za šest měsíců.
Jediný další druh prasete, které se vyskytuje na Celebesu, je babirusa. Babirusa se od prasete celebeského odlišuje řidší srstí, delšími a užšími tvářemi a v případě samců i výraznými kly.

## Chování
Jsou to pravděpodobně společenská zvířata, velikost teritoria nebyla zjištěna, ale odhaduje se na 500 až 1000 ha u samic a 1000 až 2000 ha u samců. Za základní sociální jednotku je pokládána malá rodinná skupina, podobné skupiny se pak mohou sdružovat do větších společenstev. Komunikace u tohoto druhu nebyla studována. Druh je všežravý, požírá jak rostlinnou potravu, jako jsou kořeny či padlé ovoce, tak maso, například mršiny. Vyhledává ji převážně v časných ranních hodinách a večer, celkově nejaktivnější je od 6 do 11 hodin dopoledne a od 14 do 18 hodin odpoledne. Poledne tráví odpočinkem v bahně. Na rozdíl od většiny druhů prasat je tento druh denní, avšak v oblastech narušovaných lidmi může být aktivní v noci.
O rozmnožování prasete celebeského není známo dostatečné množství informací, podobně jako všechna ostatní prasata však budou i prasata celebeská polygamní. Prasata celebeská se mohou pářit po celý rok, vrchol rozmnožování připadá na únor. Samice do zálehu o délce okolo dvou metrů, který vystele vegetací, porodí po možná 16 až 20týdenní březosti dvě až osm mláďat, která lze pozorovat od dubna do května. Délka života ve volné přírodě nebyla zdokumentována a také v zajetí je prase celebeské extrémně vzácným chovancem, na základě ostatních prasat je proto odhadnuta na deset let.
Přirozeným predátorem je krajta mřížkovaná (Python reticulates).

## Ohrožení
Mezinárodní svaz ochrany přírody hodnotí prase celebeské jako téměř ohrožený taxon. Třebaže mu nehrozí akutní riziko vyhynutí, populace v některých areálech silně poklesly následkem rozšiřování lidské populace spojené s odlesňováním stanovišť a rozšiřováním zemědělské půdy. Dalším nebezpečím je lov; především na severu ostrova je maso divokých prasat obzvláště ceněno a prodáváno dráže než běžné vepřové. Podle krátkých průzkumů na třech vesnických trzích v severovýchodním Sulawesi místní řezníci na každém z trhů týdně zpracovávali 2 až 20 divokých prasat, která nakupovali živá od lovců a podle potřeby je poráželi.
Prase celebeské se vyskytuje v několika chráněných oblastech, mimo rezervace není lov kontrolován. V zajetí je prase celebeské extrémně vzácným chovancem.